# 시구리미
시구리미(알바니아어: Sigurimi)는 사회주의 인민공화국 시절 알바니아의 공안·정보 기관이다. 정식 명칭은 국가안전총국(國家安全總局, 알바니아어: Drejtoria e Sigurimit të Shtetit)이다.
본래 제2차 세계 대전 말기에 알바니아에 잠적한 파시스트 및 우익 분자를 색출하기 위해 만들어진 기관이었으며, 알바니아 공산정부 수립 이후에는 전형적인 공산권 비밀경찰의 역할을 맡았다. 주 임무는 공산주의 반대자에 대한 감시 및 탄압, 국경 경비, 대외 공작, 서방으로의 탈출 시도 차단 등이었다. 1989년 기준으로 총 37,500명 규모의 기관이었으며, 이 중 7,500명은 산하 5개의 기계화연대에 속한 기계화보병이었다.

## 활동
알바니아 공산주의 정부 수립 2년 전인 1944년부터 파시스트 색출 작업에 동원되었으며, 알바니아 사회주의 인민공화국이 해체되기 약 반년 전인 1991년 8월까지 알바니아 사회의 공안 업무를 수행하였다. 기본 업무는 공산정부에 반대하는 우익 및 자본주의자를 색출하는 임무부터 시작하여, 국내의 자잘한 정보보안업무까지 이른다. 종교 제거 운동이 일어난 시기인 1960년대부터는 지하종교활동을 하는 종교지도자 및 신도들을 검거하는 작업을 총 지휘하였다.
알바니아의 공산주의자이자, 알바니아 노동당의 지도자였던 엔베르 호자는 자신의 집권 과정에서 시리구미를 적극적으로 활용하였다. 사회 곳곳에 침투한 국가안전총국은 곧 유럽에서 스탈린주의를 가장 강하게 고수하는 거대한 수용소로서의 공산주의 알바니아라는 이미지를 상징하는 기관이기도 하였다.